# Mikhael Horowitz
Mikhael Horowitz (teilweise auch Mikhael-Zishe Horowitz; * 15. April 1988) ist ein ehemaliger israelischer Eishockeyspieler, der mit Maccabi Metulla 2012 israelischen Meister wurde. Nach seinem Karriereende wurde er als Trainer tätig.

## Karriere
Mikhael Horowitz begann seine Eishockeykarriere beim HC Metulla, bei dem er bereits als Jugendlicher und später in der israelischen Eishockeyliga aktiv war. Von 2010 bis 2018 spielte er für den Lokalkonkurrenten Maccabi Metulla, mit dem er 2011 und 2017 den dritten Platz belegte und 2012 den israelischen Meistertitel gewann. Zum Abschluss seiner Karriere spielte er 2022 als Spielertrainer beim HC Netanya in der Sommerliga Israel Elite Hockey League und gewann diese.

### International
Im Juniorenbereich spielte Horowitz für Israel bei den U-18-Weltmeisterschaften 2003, 2004, 2005 und 2006 jeweils in der Division III.
Mit der Herren-Nationalmannschaft nahm an der Division II der Weltmeisterschaften 2009, 2012, 2013 und 2015 teil.

### Trainertätigkeit
Während der Saison 2012/13 betreute er die U20-Junioren-Mannschaft des Finnish National Sports Institute aus Vierumäki, Finnland. Anschließend gehörte er dem Trainerstab der Fraueneishockey-Mannschaft der Ohio State University an. Bei der U18-Weltmeisterschaft 2017 war er Assistenztrainer der israelischen Auswahl, die in der Division III spielte. Seit 2020 ist er Teammanager der israelischen U20.
Seit 2022 ist er Cheftrainer des HC Netanya in der Israel Elite Hockey League und der Kfar Saba Kings in der israelischen Eishockeyliga, mit denen er 2023 Israelischer Meister wurde.

## Erfolge und Auszeichnungen
- 2012 Israelischer Meister mit Maccabi Metulla
- 2013 Aufstieg in die Division II, Gruppe A, bei der Weltmeisterschaft der Division II, Gruppe B
- 2022 Gewinn der Israel Elite Hockey League mit dem HC Netanya.
- 2023 Israelischer Meister mit den Kfar Saba Kings (als Trainer)